# 涂迎薇
涂迎薇（英語：Thor Yin Wei，1984年2月21日—），出生于马来西亚大山脚，是马来西亚女艺人，也是位演員、歌手。
涂迎薇1984年在檳島出生，有三個弟弟一個妹妹，幼年時因父親赴日打工，涂迎薇陸續投靠姑姑和舅舅生活。由於二人的工作都和音樂有關，因此涂迎薇在四歲時即以《小薇薇》的藝名登台表演，在九歲時成為Follow Me唱片公司的童星，曾演唱許多新年歌曲，童年時推出許多專輯。
2021年和林靜苗、何琴麗主持網路節目《閨蜜廚房》。

## 作品列表

### 專輯
- 《八路財神跟隨我群星賀歲輯》
- 《童話世界》
- 《聖誕快樂》
- 《聖誕樂園》
- 《新年童謠》
- 《童話世界2》
- 《聖誕祝福》
- 《薇薇賀新春》
- 《金牛迎春群星合輯》
- 《童話世界3》
- 《新年童謠16首精選輯》
- 《開開心心過新年合輯》
- 《熱帶魚》
- 《薇薇情感日記》
- 《薇薇討厭你》
- 群薇组合《年味》
- 庄群施《今年你最好》
- Astro《一跃前进 旺兔 GOLD》
- Astro《开心龙龙 Way》

### 電視劇
| 年份   | 播出頻道 | 劇名                    | 角色     | 附註       |
| ------ | -------- | ----------------------- | -------- | ---------- |
| 2017年 | RTM      | 19號街                  |          |            |
| 2020年 | Thrill   | 模範家庭                | 郁香     | 第一女主角 |
| 2021年 | 愛奇藝   | 灵魂摆渡·南洋传说       | 夏媽媽   | 友情客串   |
| 2022年 | Thrill   | 凌晨三點鐘 單元五：司機 |          |            |
| 2025年 | 八度空间 | 明星真人季2             | 泰国妈妈 | 友情客串   |

### 電影
| 年份   | 片名       | 飾演   | 附註         |
| ------ | ---------- | ------ | ------------ |
| 2019年 | 媽媽好     | 二女兒 | 黎明姨告別作 |
| 2021年 | 附赠的假期 | 小薇薇 | 电视电影     |

## 外部連結
- Wei薇薇的Facebook專頁
- 小薇薇的Instagram帳戶
- 迎風綻放的美麗薔薇——涂迎薇 （页面存档备份，存于）-Malaysia Writing